# Сантус, Рикарду
Рикарду Сантус (порт. Ricardo Alex Costa Santos, род. 6 января 1975 года в Салвадор, Баия, Бразилия) — бразильский пляжный волейболист, олимпийский чемпион 2004 года в Афинах, обладатель серебряной (Сидней 2000) и бронзовой (Пекин 2008) олимпийских медалей, чемпион мира 2003 года в Рио-де-Жанейро.
Игровое имя — «Рикарду».

## Биография
Начал свою карьеру пляжного волейболиста в 1994 году. На настоящий момент у Рикардо было 6 партнёров, с которыми он провёл более 9 международных турниров, и с каждым из них ему удавалось выиграть золото. Тренируется и живёт в Жуан-Песоа, Параиба, Бразилия.
Рикардо женат и у него трое детей: Педро Энрике, Джулия и Николас. Старший сын, Педро Энрике, как и его отец, занимается пляжным волейболом.

## Карьера

#### 1995 год
Дебют Рикардо на международном уровне состоялся в возрасте 20 лет, где дуэт Рикардо и Эвералдо Алвеса занял 40 место на этапе Мирового тура в Форталезе.

#### 1996 год
Не соревновался на международном уровне.

#### 1997 год
Принял участие в одном этапе Мирового тура в Форталезе в паре с Роберто Морейра, где они заняли 17 место.

#### 1998 год
Начал играть в паре с Зе Марко де Мело и впервые провёл полный сезон. Уже на втором этапе в Рио-де-Жанейро этот дуэт выиграл золото. Всего в сезоне они сыграли пять полуфиналов и заняли четыре подиума, два из которых — золотые. Завершили сезон на 5 месте.

#### 1999 год
Рикардо и Зе Марко сыграли одиннадцать полуфиналов из 13 этапов и выиграли 4 золота. Единственным местом в сезоне ниже пятого стало 17-е на чемпионате мира в Марселе. Завершили сезон на 2 месте.

#### 2000 год
Стали чемпионами Мировой серии благодаря девяти медалям, пять из которых — золотые. Выиграли серебряную медаль на олимпийских играх в Сиднее.

#### 2001 год
Новым партнером Рикардо стал Жозе Лойола. Дуэт сыграл в шести финалах, выиграв в двух. Одну из серебряных медалей завоевали на чемпионате мира в Клагенфурте. Завершили сезон на 4 месте.

#### 2002 год
Выиграли 3 золота, 1 серебро и 1 бронзу. Заняли 3 место по итогам сезона. Последние два турнира Рикардо провёл в паре с Эмануэлем Рего, оба раза выиграв бронзу.

#### 2003 год
Продолжил партнёрство с Эмануэлем, выиграв пять из десяти турниров, включая чемпионат мира в Рио-де-Жанейро, а также став чемпионами Мировой серии.

#### 2004 год
Вышли в 12 полуфиналов из 13 возможных, выиграв 7 раз. Среди этих побед было золото Олимпиады в Афинах. С большим отрывом заняли первое место Мировой серии.

#### 2005 год
Выиграли 11 медалей, включая 6 золотых, но на чемпионате мира в Берлине показали самый низкий результат в сезоне — 17 место. Также приняли участие в турнире «Satellite», где выиграли золото. Завершили сезон на первом месте.

#### 2006 год
Вышли в полуфиналы всех турниров сезона, в которых принимали участие. Выиграли 5 золотых медалей, 5 серебряных и 1 бронзовую, став чемпионами Мировой серии.

#### 2007 год
Сыграли в девяти полуфиналах, завоевав 7 золотых медалей, но на чемпионате мира в Гштаде заняли 4 место. Пятый год подряд выиграли Мировую серию. Также завоевали золото Панамериканских игр в Рио-де-Жанейро.

#### 2008 год
Выиграли 2 золота и 4 бронзы, включая бронзовую награду Олимпийских игр в Пекине. Закончили сезон на 5 месте общего зачёта, впервые за свою совместную карьеру не завоевав чемпионский титул.

#### 2009 год
Выступили в восьми турнирах, 4 раза вышли в полуфинал, выиграв 1 золото и 2 серебра. Заняли 5 место на чемпионате мира в Ставангере. Приняли участие в международном AVP турнире на этапе в Глендейле, где стали третьими. Рикардо провёл один этап Мирового тура с Франко Нето, заняв 9 место, а затем 2 этапа с Педро Салгадо, лучшим местом дуэта стало четвёртое.

#### 2010 год
Первый турнир года Рикардо провёл с Педро Салгадо, они заняли 5 место, затем Рикардо начал играть с Марсио Аражу. За 5 первых совместных турниров дуэт не поднимался выше 5 места и был исключён из национальной квоты впервые в карьере Рикардо. В пяти последующих турнирах они каждый раз выходили в полуфинал, выиграв одно серебро и 2 бронзы.

#### 2011 год
Рикардо и Марсио провели 7 совместных турниров, сыграв в трёх полуфиналах. Выиграли этап Большого шлема в Ставангере и заняли второе место на чемпионате мира в Риме. Затем Рикардо стал играть с Педро Кунья, они провели 5 совместных турниров, 2 из которых — победные.

#### 2012 год
Рикардо и Кунья сыграли в 10 турнирах, завоевав 2 золотые медали и 2 бронзовые. Последний турнир года Рикардо провел с Витором Фелипе, заняв 9 место.

#### 2013 год
Новым партнёром Рикардо на международном уровне стал Алваро Фильо. Дуэт сыграл в 5 полуфиналах из девяти, завоевав 1 золото, 2 бронзы и серебро чемпионата мира в Старе Яблонки.

#### 2014 год
Рикардо и Алваро Фильо провели 8 совместных турниров. Дуэт занял второе место на этапе Большого шлема в Ставангере. Главным событием сезона стало предложение бывшего партнёра Эмануэля вновь встать в пару. На первом международном соревновании, домашнем этапе Большого шлема в Сан-Паулу Рикардо и Эмануэль выиграли серебро.

## Награды

### Международные
- FIVB Лучший силовой атакующий 2005
- FIVB Лучший нападающий 2005, 2006, 2007
- FIVB Лучший игрок 2005, 2007
- FIVB Команда года 2005—2007 (все в партнерстве с Эмануэлем)
- FIVB Чемпион Мирового тура 2000 (с Зе Марко), 2003—2007 (с Эмануэлем)

### Национальные
- Чемпион Бразилии (2002—2003, 2006)
- Чемпион турнира «Король пляжа» (2002)
- Чемпион турнира Rei dos Reis (2002)
- Лучший игрок (2006, 2011)
- Лучший атакующий (2000, 2004—2005, 2007—2008, 2010)
- Лучший блокирующий (1999—2001, 2003)